# Zlatko Papec
Zlatko Papec (né le 17 janvier 1934 à Zagreb dans le royaume de Yougoslavie), et mort le 3 février 2013, est un footballeur croate, qui évoluait au poste d'attaquant.

## Biographie

### Club
Il commence sa carrière en tant qu'ailier gauche pour le club du Lokomotiva Zagreb en 1952. Il fait alors partie de la plus formidable génération de l'histoire du club, aux côtés de Josip Odžak, Vladimir Firm, Drago Hmelina ou encore Vladimir Čonč. Il reste dans le club de sa ville natale jusqu'en 1955, avant de faire son service militaire dans la marine yougoslave.
Après avoir quitté l'armée, il s'engage chez un des géants croates, le club de l'Hajduk Split, où il reste jusqu'en 1964. Il part ensuite pour l'Allemagne rejoindre le club du Fribourg FC pendant quatre ans.
Il retourne ensuite finir sa carrière dans le club du HNK Rijeka entre 1968 et 1972, puis enfin au NK Junak Sinj de 1971 à 1972.

### Sélection
Du côté de sa sélection nationale, Papec a évolué avec l'équipe de Yougoslavie durant trois ans de 1953 à 1956 et a inscrit quatre buts en six matchs. Il fait partie de l'effectif des 22 joueurs yougoslaves d'Aleksandar Tirnanić qui participe à la Coupe du monde 1954 en Suisse.